# Afanit

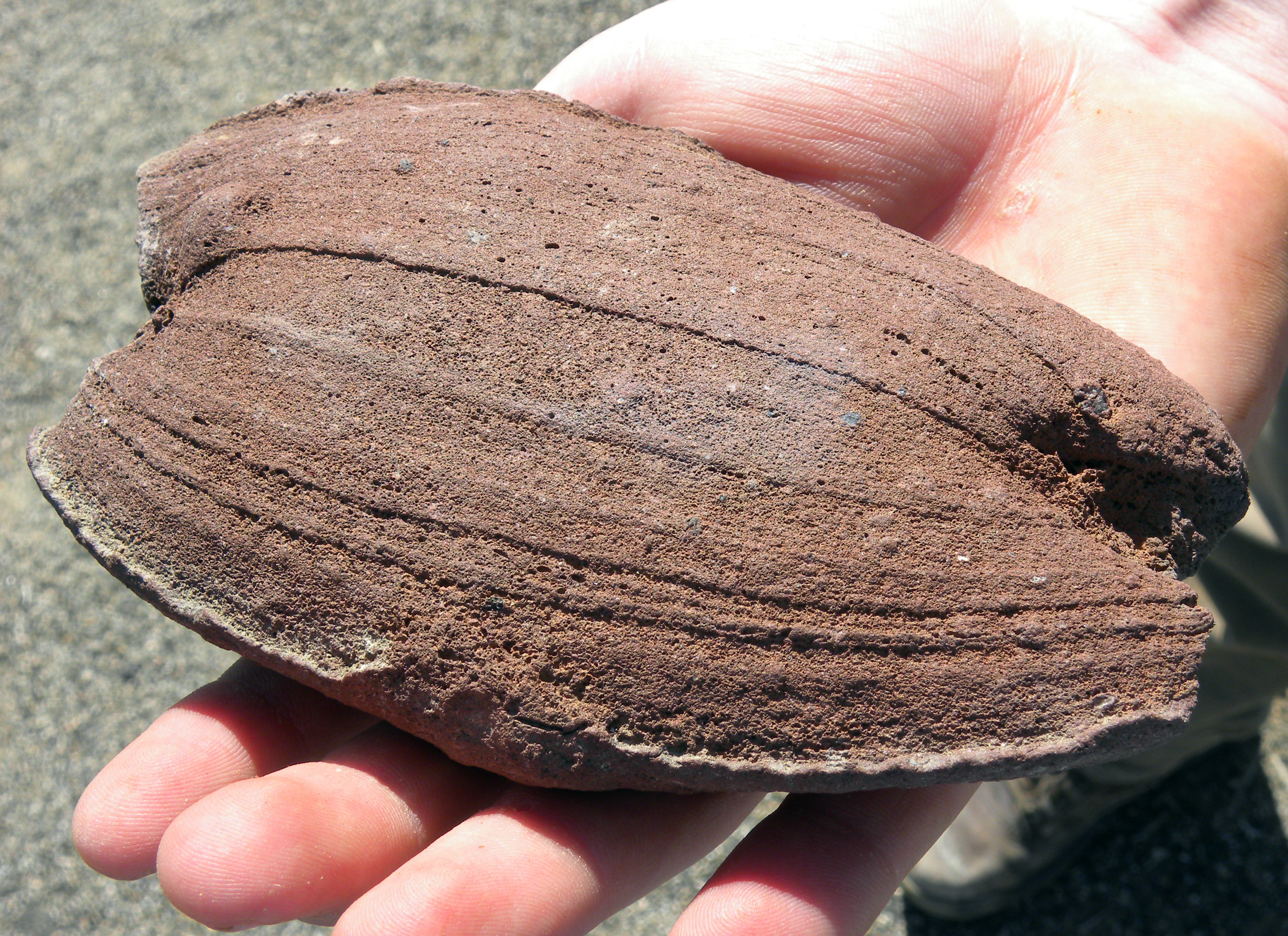
Den släta strukturen hos denna basaltiska vulkaniska bomb är afanitisk.

Afanit är benämningen på en bergart som är afanitisk, dvs de enskilda kornen är mindre än 0,05 mm och kan inte urskiljas med blotta ögat. En sådan struktur antyder att magman ur vilken bergarten bildats har svalnat snabbt. Detta sker normalt nära jordytan. Ryolit är ett exempel på en afanit.